# کنستانتین روکوسوفسکی
 کنستانتین کنستانتینویچ روکوسوفسکی  (لهستانی: Konstanty Ksawerowicz Rokossowski؛ زاده ۲۱ دسامبر ۱۸۹۶ – درگذشته ۳ اوت ۱۹۶۸) یک افسر اهل شوروی - لهستان بود که مارشال اتحاد جماهیر شوروی، مارشال لهستان و همچنین از سال ۱۹۴۹ تا برکناریش در سال ۱۹۵۶ در جریان اکتبر لهستان وزیر دفاع لهستان بود. او تبدیل به یکی از برجسته ترین فرماندهان ارتش سرخ طی جنگ جهانی دوم شد.
در ورشو (امروزه بخشی از لهستان،در آن زمان بخشی از امپراتوری روسیه)بدنیا آمد، روکوسوفسکی طی جنگ جهانی اول، در ارتش امپراتوری روسیه خدمت کرد. در سال ۱۹۱۷ به گارد سرخ  و در ۱۹۱۸ به ارتش تازه تاسیس سرخ ملحق شد. او در جنگ داخلی روسیه ۱۹۱۷-۱۹۲۲ با تمایز بسیار مبارزه کرد. روکوسوفسکی تا سال ۱۹۳۷ فرماندهی ارشد را بر عهده داشت تا اینکه در این سال قربانی پاکسازی بزرگ استالین شد که طی آن او به عنوان خائن معرفی، زندانی و به احتمال زیاد شکنجه شد.
پس از ناکامی شوروی در جنگ زمستان ۱۹۳۹-۱۹۴۰، روکوسوفسکی از زندان خارج و بعلت نیازمبرم به افسران مجرب،به کارش برگردانده شد. بدنبال تهاجم آلمان به اتحاد جماهیر شوروی در ژوئن ۱۹۴۱،وی نقش کلیدی در دفاع از مسکو (۱۹۴۱-۱۹۴۲)، ضد حمله در استالینگراد(۱۹۴۲ – ۱۹۴۳) و کورسک(۱۹۴۳) ایفا کرد. او نقش اساسی در طراحی و اجرای عملیات باگریشن(۱۹۴۴) یکی از تعیین‌کننده‌ترین موفقیت‌های ارتش سرخ در جنگ داشت، که برای آن مارشال اتحاد جماهیر شوروی شد.
بعد از جنگ، روکوسوفسکی وزیر دفاع لهستان و معاون رئیس شورای وزیران جمهوری خلق لهستان تازه تاسیس شد. روکوسوفسکی در سال ۱۹۵۶ پس از اینکه ووادیسواف گومولکا رهبر لهستان شد، از سمت خود در لهستان کنار رفت، سپس به اتحاد جماهیر شوروی بازگشت و تا پایان عمرش تا ۱۹۶۸ در آنجا زندگی کرد.